# Igreja Matriz de São Bartolomeu
A Igreja Matriz de São Bartolomeu está localizada no município de Maragogipe (ou Maragojipe), no estado da Bahia. Está edificada no ponto mais alto da cidade e é considerada um marco importante da arquitetura para as igrejas baianas, pois serviu de modelos para outras matrizes e sedes.
Sua construção é datada da segunda metade do século XVII. É tombada como patrimônio histórico nacional desde 1941, incluindo todo o seu acervo.
Após fechamento por três anos para restauração, a igreja foi reaberta em junho de 2021.

## História
Em 1640 já existia uma paróquia no local e a construção da matriz foi iniciada em 1643 pelo colonizador português Bartolomeu Gato. Contou com o apoio da população para sua edificação, que durou cerca de setenta anos. No período de 1723 e 1728 já existem registros que a Matriz estava em funcionamento, porém a Irmandade de São Bartolomeu seria fundada somente em 1851. Foi um dos primeiros templos erguidos na Bahia.
A igreja passou por um processo de restauração completo realizado pelo Instituto do Patrimônio Histórico e Artístico Nacional (IPHAN) e foi entregue à Diocese de Cruz das Almas e aberto ao público em junho de 2021. O restauro envolveu o acervo de bens móveis, modernização das instalações e adequação para garantir a acessibilidade. Entre seus acervos está a imagem de roca de São Bartolomeu, feita em madeira, de origem portuguesa, datada do século XVIII.

## Arquitetura

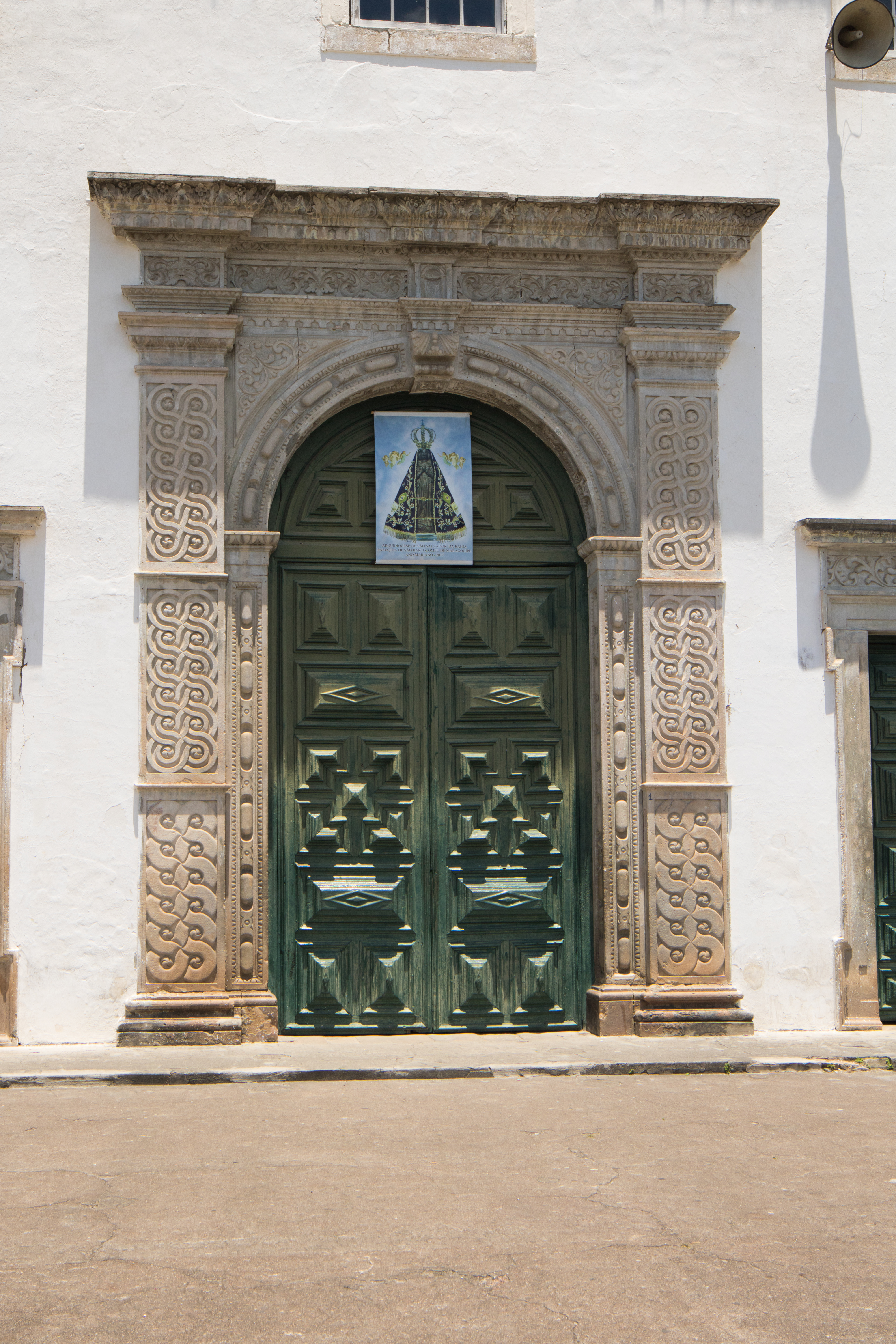
Porta em Folhas Almofadadas

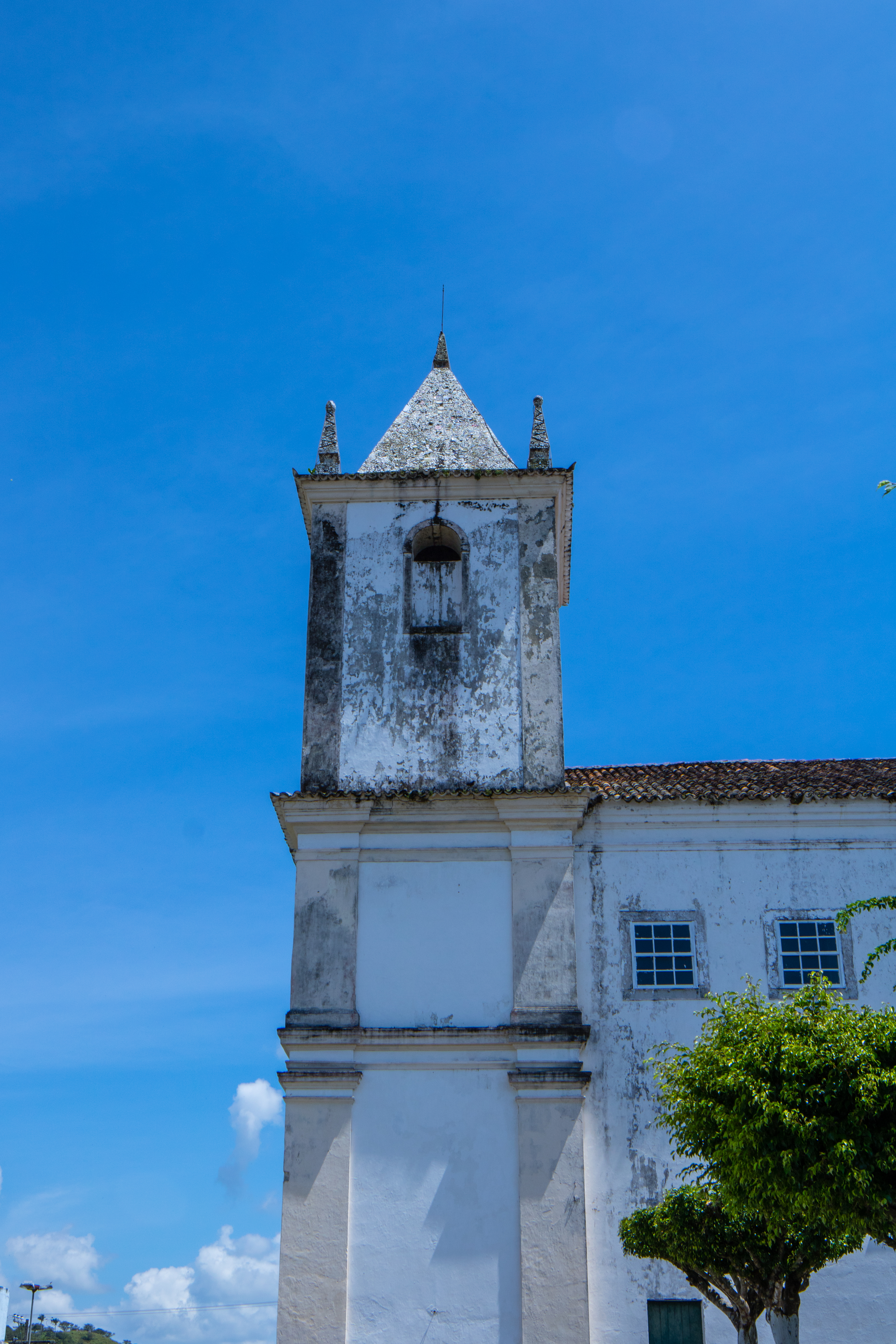
Torre com topo piramidal

Sua planta possui o formato de cruz latina envolta por arcarias que dão acesso ao exterior, coberta por telhado de três águas.
Em sua fachada estão duas torres com o topo em formato de pirâmide, revestida por azulejos e uma área central, com frontão (parte superior da fachada principal) triangular e portas de folhas almofadadas, com contorno em pedra de cantaria entalhada. Sua fachada e seu interior assemelham-se à Antiga Sé Primacial de Salvador que já não existe mais.
Possui duas sacristias, uma em cada lado da capela-mor, que está ao fundo. Um pouco antes de chegar à capela-mor, encontram-se duas capelas nas laterais assim como corredores/ galerias. Interiormente é decorada com altares em talhe rococó e neoclássico. Em sua nave, o coro e as tribunas localizados no piso superior são guarnecidos por balaústres de jacarandá.
Com relação ao mobiliário, preserva móveis, pratarias, telas, além de um grande acervo de imagens.